# Фомін Микола Максимович
Микола Максимович Фомін (народився 1937, Новоекономічне, Донецької області, Україна) — головний інженер Чорнобильської АЕС (1981—1986).

## Життєпис
Народився 1937 року в Новоекономічному, нині Покровського району Донецької області. За національністю росіянин.
Має вищу освіту. Був членом КПРС, але після Чорнобильської катастрофи був виключений з неї.
Почав трудову біографію в Полтавських енергомережах і на Запорізькій ГРЕС. На Чорнобильській АЕС почав працювати 1972 року. Незадовго до аварії на ЧАЕС потрапив у автокатастрофу, в якій отримав перелом хребта.
Фомін як головний інженер затвердив експеримент із «визначення характеристик генератора під час вибігу ротора турбіни», в ході якого й сталась аварія на станції. Безпосередніми розробниками експерименту були заступник головного інженера з експлуатації Анатолій Дятлов і представник «Донтехенерго» Геннадій Метленко.
Про аварію на ЧАЕС Фомін дізнався лише о четвертій годині ранку 26 квітня 1986 року, коли в реакторному приміщенні вже почалася пожежа, і взяв участь в ліквідації наслідків аварії.
Фомін було заарештовано одночасно з директором станції Брюхановим, а судові засідання по їх справі тривали близько року. Спочатку суд повинен був відбутися 24 березня 1987 року, але його відклали через спроби самогубства Фоміна. Він розбив окуляри і осколком скла порізав собі вени. За вироком суду головний інженер і директор станції отримали 10 років ув'язнення.
Через рік, 1988 року Миколу Фоміна перевели в Рибінську психоневрологічну лікарню для в'язнів. Його було визнано неосудним і достроково звільнено. 26 жовтня 1990 року Фоміна перевели у звичайну психіатричну лікарню.
Після одужання Фомін працював на Калінінській АЕС (Удомля Тверської області, РФ).
У середині 2000-х років вийшов на пенсію. Живе з дружиною, дітьми й онуками в Удомлі.

## Згадки в культурі
Згадується у документальному фільмі «Чорнобиль: Два кольори часу» (Укртелефільм, 1986-88). У серіалі Чорнобиль його зобразив актор Едріан Роулінс.